# Kisosaki (Mie)
Kisosaki (木曽岬町 Kisosaki-chō?) es un pueblo localizado en la prefectura de Mie, Japón. En junio de 2019 tenía una población de 6.127 habitantes y una densidad de población de 389 personas por km². Su área total es de 15,74 km².

## Geografía

### Municipios circundantes
- Prefectura de Mie
  - Kuwana
- Prefectura de Aichi
  - Yatomi

## Demografía
Según datos del censo japonés, la población de Kisosaki ha disminuido en los últimos años.
| Año del censo | Población |
| ------------- | --------- |
| 1995          | 7.231     |
| 2000          | 7.172     |
| 2005          | 6.965     |
| 2010          | 6.855     |
| 2015          | 6.357     |